# Investir au Cameroun
Investir au Cameroun est un journal web camerounais francophone et anglophone lancé en 2017. Basé dans la capitale du pays, à Yaoundé, il diffuse sur le web via son site Internet et offre une version papier.

## Historique
Investir au Cameroun lance ses activités en 2017. Il est basé à Yaoundé[réf. nécessaire] et est un journal consacré à l'économie du Cameroun.
Il est édité par Yasmine Bahri-Domon, fondatrice de Stratline Communication.

## Ligne éditoriale
Investir au Cameroun traite des sujets économiques et met en lumière les investissements au Cameroun.